# Стоянович, Ненад
Ненад «Пурке» Стоянович (серб. Ненад Стојановић; род. 22 октября 1979, Белград) — югославский и сербский футболист.

## Биография
Широко известный у себя на родине как Пурке, Стоянович начал свою карьеру в «Црвена звезде» (он с 9 лет в клубе), но никогда не был игроком стартового состава. Поэтому он очень часто отдавался в аренду в некоторые клубы Сербии, среди которых: «Железник», «Нови-Пазар», апатинскую «Младост» и «Единство» из Уба, а также сезон 2002/03 провёл в чемпионате Боснии и Герцеговины, где играл за «Леотар». Сезон в «Леотаре» был поворотным моментом в его карьере, он был одним из лучших игроков лиги, лучшим бомбардиром клуба и завоевал чемпионский титул. По окончании того сезона, руководство «Црвены звезды» вернуло его в клуб на позицию центрального нападающего, тем не менее, тренеры никогда не давали ему правильную возможность доказать свою бомбардирскую состоятельность.
В 2004 году он переехал в бельгийский «Генк», далее выступал за «Брюссель». В феврале 2007 года на правах свободного агента перебрался в российский клуб «Луч-Энергия». За который дебютировал в российской Премьер-Лиге 10 марта того же года в домашнем матче 1-го тура против ФК «Москва», отыграв всю игру. В начале мая из-за плохого качества игры был переведён в дубль. После окончания сезона 2007 года у Ненада не нашлось желания играть за «Луч-Энергию». Летом 2008 года перешёл в «Воеводину». Далее играл за «Явор», «Леотар» и «Рудар» из города Плевля.
В начале августа 2012 года подписал однолетний контракт с азербайджанским клубом «Симург». В середине января 2013 года по обоюдному согласию сторон Ненад расторг контракт с «Симургом». После чего вернулся в черногорский «Рудар», далее выступал за «Ловчен» и «Леотар». С 2015 года играл за клубы из Сербской лиги Белград, среди которых: «Бродарац», ИМТ и «Жарково».
Работает с командами младших возрастов футбольной школы «Бубамара».